# AdHoc Studio (компания)
AdHoc Studio — американская частная компания по разработке компьютерных игр, основанная в 2018 году бывшими сотрудниками Telltale.

## История
В 2018 году бывшие сотрудники Telltale Майкл Чонг, Ник Герман, Деннис Ленарт и Пьер Шоретт, известные по компьютерным играм The Walking Dead, The Wolf Among Us и Tales from the Borderlands, основали свою собственную компанию.
В декабре 2018 года Telltale возродилась после того, как ее активы были куплены LCG Entertainment. Компания приобрела права на игры по DC Comics: The Wolf Among Us, Batman: The Telltale Series и Batman: The Enemy Within. Поскольку AdHoc была частично основана режиссёрами первого эпизода The Wolf Among Us Ником Германом и Деннисом Ленартом, а также сценаристом Пьером Шореттом, новая Telltale обратилась к команде с просьбой помочь разработать сиквел The Wolf Among Us.
На The Game Awards 2024 студия AdHoc анонсировала свой первый оригинальный проект Dispatch. В основе сюжетной игры лежит история бывшего супергероя Роберта Робертсона, озвученного актёром сериала «Во все тяжкие» Аароном Полом, которому приходится устроиться диспетчером супергероев после того, как его меха-костюм был уничтожен. В актерский состав игры также входят Джеффри Райт, Лора Бэйли и Мэттью Мерсер.

## Игры
| Год  | Название            | Платформы                                                        | Разработчики                 | Издатель     |
| ---- | ------------------- | ---------------------------------------------------------------- | ---------------------------- | ------------ |
| 2025 | Dispatch            | Windows                                                          | AdHoc Studio                 | AdHoc Studio |
| TBA  | The Wolf Among Us 2 | PlayStation 4, PlayStation 5, Windows, Xbox One, Xbox Series X/S | Telltale Games, AdHoc Studio | Telltale     |